# Crouy
Crouy település Franciaországban, Aisne megyében. Lakosainak száma 3041 fő (2022. január 1.). Crouy Braye, Bucy-le-Long, Clamecy, Cuffies, Leury, Margival, Soissons, Vregny és Vuillery községekkel határos.

## Népesség
A település népességének változása:
| Lakosok száma | 3031 | 2960 | 2819 | 2621 | 2708 | 2948 | 2905 | 2923 | 2958 | 3041 |
|               | 1968 | 1982 | 1990 | 2006 | 2011 | 2016 | 2017 | 2019 | 2020 | 2022 |